# You're Sixteen
Singles de Ringo Starr
Photograph
(1973) Oh My My
(1974)
Pistes de Ringo
Sunshine Life for Me (Sail Away Raymond) Oh My My
You're Sixteen est une chanson rockabilly composée par les frères Sherman. En 1960, elle est publiée en single par Johnny Burnette qui la fait monter en huitième place des charts aux États-Unis.

## Reprises et adaptations
En 1962, Johnny Hallyday reprend You're Sixteen sur l'album Sings America's Rockin' Hits puis, l'année suivante, enregistre une adaptation française sous le titre T'as qu'seize ans pour l'album Les Bras en croix.
En 1973, Ringo Starr la reprend à son tour sur son album solo Ringo, son plus grand succès critique et commercial. Fin 1973, il la publie en single. La chanson atteint la première place des classements américains, le propulsant au sommet dans ce pays pour la deuxième fois de l'année. Au Royaume-Uni, la chanson monte jusqu'en quatrième position dans les charts. Cette version a ensuite été publiée sur des compilations, notamment Blast from Your Past (1975) et sur Photograph: The Very Best of Ringo Starr en 2007, plusieurs versions live ont aussi été enregistrées avec le All-Starr Band.
La version de Ringo a été publiée en tant que single, aux États-Unis (n°1 le 3 décembre 1973) ainsi qu'au Royaume-Uni (n°2 le 8 février 1974). Cette performance a réuni Ringo avec son ancien camarade des Beatles, Paul McCartney. Ce dernier est crédité sur les notes de couverture de l'album comme ayant joué le solo sur un kazoo. Mais le critique Michael Verity a cité le producteur de la chanson, Richard Perry, comme révélant que ce n'était pas vraiment un kazoo. "En fait, le solo de" You're Sixteen ", qui ressemble à un kazoo, était que Paul chantait très spontanément pendant que nous jouions cette chanson, donc il chante le solo sur ça". En tout cas, La version de Ringo reste l'un des rares singles à présenter un solo de kazoo. Harry Nilsson a chanté des chœurs, Nicky Hopkins est au piano. En outre, la version de Ringo Starr était en 6/8, par rapport à l'original, qui était en 2/4. De plus, dans la version de Ringo, la mélodie et les accords étaient différents, dans la section du pont, ce qui conduisait à une clé mineure, tandis que la version originale utilisait toutes les principales touches.